# SS-N-22 Sunburn
SS-N-22 Sunburn ist der NATO-Code für einen seegestützten Seezielflugkörper aus russischer Produktion. Die Systembezeichnung in den russischen Streitkräften lautet P-80 Moskit und P-270 Moskit-M. Der GRAU-Index der Lenkwaffen lautet 3M80 und 3M82.

## Entwicklung
Die SS-N-22 wurde als Nachfolgesystem der SS-N-2 Styx entwickelt. Gegenüber der SS-N-2 sollte der neue Seezielflugkörper eine größere Reichweite sowie eine wesentlich höhere Fluggeschwindigkeit haben. Die neue Lenkwaffe wurde zur Bekämpfung von Zerstörern und Kreuzern mit modernen Raketenabwehrsystemen konzipiert. Die Entwicklung im Konstruktionsbüro MKB Raduga (später NPO Maschinostrojenija) begann im Jahre 1973. Die Entwickler legten besonderen Wert auf eine hohe Fluggeschwindigkeit sowie auf den Schutz vor elektronischen Störmaßnahmen. Gemäß Hersteller ist die SS-N-22 gegenüber elektronischen Störmaßnahmen weitgehend unempfindlich. Die ersten Seezielflugkörper wurden 1981 von der sowjetischen Marine auf den Zerstörern der Sowremenny-Klasse eingeführt. Danach wurde die SS-N-22 auch auf kleinen Angriffsbooten installiert. Basierend auf der SS-N-22 wurde später die luftgestützte Version Ch-41 (russisch X-41) entwickelt.

## Technik
Die SS-N-22 kann von Schiffen und Küstenstellungen aus gestartet werden. Die Lenkwaffen sind in Stahlbehältern untergebracht und werden direkt aus diesen abgefeuert. Der CT-152M-Startbehälter weist eine charakteristische zylinderförmige Geometrie auf. Vor dem Start müssen im Navigationssystem der Lenkwaffe die ungefähre Position sowie der Kurs des Zieles eingegeben werden. Diese werden mittels Radar oder ELINT von der Startplattform aus ermittelt. Die Seezielflugkörper können auf verschiedene Flugbahnen und Kurse programmiert werden, so dass sie zeitgleich aus verschiedenen Richtungen im Zielgebiet eintreffen. Die Lenkwaffen können einzeln oder in kurzer Serie gestartet werden. Beim Start wird die Lenkwaffe zuerst durch den Feststoffbooster beschleunigt. Nach 3–4 Sekunden ist dieser ausgebrannt und das Staustrahlmarschtriebwerk wird gestartet. Danach nimmt der Seezielflugkörper die vorprogrammierte Flughöhe ein. Es existieren zwei vorprogrammierte Flugprofile: Beim Standard-Flugprofil erfolgt der Marschflug in einer Höhe von 12.000 m bei einer Geschwindigkeit von Mach 2,8–3,0. Die letzten 20–40 km werden im Tiefflug zurückgelegt. Die Reichweite bei diesem Flugprofil liegt bei 120–160 km. Daneben kann der Flug ins Ziel im Tiefflug mit Mach 1,8–2,2 in einer Höhe von 20–30 m erfolgen. Die Reichweite bei diesem Flugprofil liegt bei 80–120 km. Der Flug in das Zielgebiet erfolgt autonom mit Hilfe der Trägheitsnavigationsplattform. Ein Radar-Höhenmesser sorgt für den nötigen Sicherheitsabstand zwischen der Lenkwaffe und der Meeresoberfläche. Aktualisierte Zieldaten können mittels eines Datenlinks von der Startplattform zur Lenkwaffe gesendet werden. Für den Zielanflug wird der bordeigene aktive Radarsuchkopf aktiviert. Dieser arbeitet im Frequenzbereich von 8–12 GHz und kann einen Kreuzer auf bis zu 75 km erfassen. Im Tiefflug wird die reale Radarreichweite durch den Radarhorizont aber deutlich reduziert. Wurde das Ziel durch den Radarsuchkopf erfasst, wird der aktive Radarsuchkopf abgeschaltet und der Seezielflugkörper mit Hilfe des passiven Radarsuchkopfes zum Ziel geführt. Dieser orientiert sich an den elektromagnetischen Emissionen (Radar, Störsysteme), welche das Ziel aussendet. Verliert der Seezielflugkörper das Ziel, wird der aktive Radarsuchkopf sofort wieder aktiviert. Unmittelbar nach der Zielerfassung sinkt die Lenkwaffe auf eine Höhe von 5–20 m (je nach Seegang). Während des Zielanfluges führt der Seezielflugkörper nach dem Zufallsprinzip abrupte Ausweichmanöver mit einer Belastung von bis zu 10 g durch. Der Einschlag im Ziel erfolgt auf Wellenhöhe im Schiffsrumpf. Der 320 kg schwere Penetrations-Gefechtskopf zündet zeitverzögert, so dass er im Schiffsinneren explodiert. Aufgrund der hohen Geschwindigkeit hat die SS-N-22 eine hohe kinetische Energie, was ein großes Schadenspotential mit sich bringt. Der Seezielflugkörper kann auch mit einem Nukleargefechtskopf mit einer Sprengleistung von 200 kt bestückt werden.

## Strategische Bedeutung

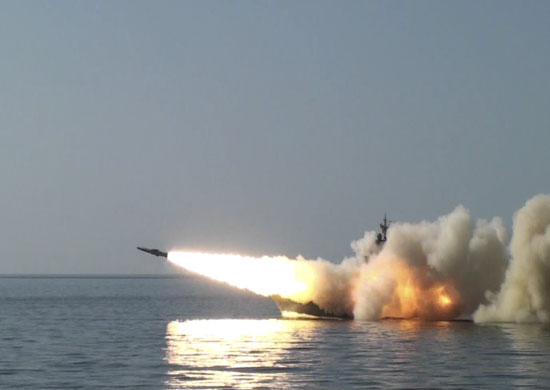
Start einer SS-N-22

Die SS-N-22 wurde dafür konzipiert, ein Kriegsschiff von der Größe eines Zerstörers mit einem einzelnen Treffer zu versenken oder zumindest operationsunfähig machen zu können. Mit der nuklearen Variante kann ein ganzer Flottenverband mit einem Schlag vernichtet werden. Als westliche Nachrichtendienste von der SS-N-22 erfuhren, sorgte sie dort für einige Nervosität. Weltweit existierte kein Flugkörperabwehrsystem, mit welchem die SS-N-22 hätte bekämpft werden können. Auch mit dem neuentwickelten Aegis-Kampfsystem der U.S. Navy schien eine effektive Bekämpfung nicht möglich. Durch den extremen Tiefflug und die hohe Fluggeschwindigkeit bleiben dem angegriffenen Schiff nur rund 15–20 Sekunden Zeit, um Abwehrmaßnahmen zu ergreifen, wenn der Flugkörper vorher nicht durch ein externes Aufklärungssystem entdeckt wurde. Auch erschweren der passiv und aktiv arbeitende Suchkopf sowie die willkürlichen Kursänderungen im Zielanflug eine Lokalisierung und Bekämpfung. Ebenso kann der Nukleargefechtskopf in einer Entfernung von 1–1,5 km vor dem Ziel gezündet werden, wodurch der Seezielflugkörper nicht in den Wirkungsbereich der Nahbereichsverteidigungssysteme eindringt, aber die Kernwaffenexplosion trotzdem eine große Zerstörung anrichten kann.
Die SS-N-22 hat gegenüber konventionellen Seezielflugkörper auch einige Nachteile. Durch ihre Größe kann auf Schiffen nur eine begrenzte Anzahl Seezielflugkörper untergebracht werden. Ebenso erzeugen ihre Größe sowie die vier Lufteinläufe einen großen Radarquerschnitt. Auch wird durch die hohe Fluggeschwindigkeit der Flugkörperrumpf (besonders die Lenkwaffenspitze) stark erhitzt. Diese beiden Faktoren begünstigen wiederum eine Lokalisierung und Bekämpfung.

## Varianten
- P-80 Zubr: Initialversion, mit Rakete 3M80, Reichweite 93 km
- P-80M Moskit: Erste Serienversion, mit Rakete 3M82, Reichweite 120 km
- P-80E Moskit-E: Exportversion der P-80M
- P-270 Moskit: Überarbeitete Neukonstruktion, Reichweite 120–140 km
- P-270M Moskit-M: Umfassend modernisierte P-270, mit Seezielflugkörper 3M82M, Reichweite 160 km
- P-270ME Moskit-ME: Exportversion der P-270M
- P-270MW Moskit-MW: Fahrzeuggebundene Ausführung der P-270 zur Küstenverteidigung, installiert auf einem Lkw MZKT-7930
- P-270MWE Moskit-MWE: Exportversion der P-270MW
- Ch-41 Moskit: Luftgestützte Version, Reichweite bis 220 km
- ASM-MMS: Exportversion der Ch-41

## Trägerplattformen

### Seegestützt
- 903 Lun-Klasse (Bodeneffektfahrzeug)
- 956 Sowremenny-Klasse
- 1155.1 Udaloy-II-Klasse
- 12411 Tarantul-III-Klasse
- 1239 Dergach-Klasse

### Luftgestützt (Trägerflugzeuge)
- Suchoi Su-30MK „Flanker-C“
- Suchoi Su-33 „Flanker-D“
- Suchoi Su-34 „Fullback“
- Suchoi Su-35 „Flanker-E“
- Tupolew Tu-22M3 „Backfire-C“

## Verbreitung
- Ägypten[8][9]
- Volksrepublik China
- Russland